# Distribució de Holtsmark
La distribució de Holtsmark (unidimensional) és una distribució de probabilitat contínua. La distribució Holtsmark és un cas especial d'una distribució estable amb l'índex d'estabilitat o paràmetre de forma {\displaystyle \alpha } igual a 3/2 i el paràmetre de sessió {\displaystyle \beta } de zero. Des que {\displaystyle \beta }
{\displaystyle \beta } és igual a zero, la distribució és simètrica i, per tant, un exemple de distribució alfa-estable simètrica. La distribució de Holtsmark és un dels pocs exemples d'una distribució estable per a la qual es coneix una expressió de forma tancada de la funció de densitat de probabilitat. Tanmateix, la seva funció de densitat de probabilitat no és expressable en termes de funcions elementals; més aviat, la funció de densitat de probabilitat s'expressa en termes de funcions hipergeomètriques.
La distribució Holtsmark té aplicacions en la física del plasma i l'astrofísica. L'any 1919, el físic noruec Johan Peter Holtsmark va proposar la distribució com a model dels camps fluctuants del plasma a causa del moviment de les partícules carregades. També és aplicable a altres tipus de forces de Coulomb, en particular al modelatge de cossos gravitadors i, per tant, és important en astrofísica.

## Funció característica
La funció característica d'una distribució estable simètrica és:
{\displaystyle \varphi (t;\mu ,c)=\exp \left[~it\mu \!-\!|ct|^{\alpha }~\right],}
on {\displaystyle \alpha } és el paràmetre de forma, o índex d'estabilitat, {\displaystyle \mu } és el paràmetre d'ubicació i c és el paràmetre d'escala.
Atès que la distribució Holtsmark ha {\displaystyle \alpha =3/2,} la seva funció característica és:
{\displaystyle \varphi (t;\mu ,c)=\exp \left[~it\mu \!-\!|ct|^{3/2}~\right].}
Com que la distribució de Holtsmark és una distribució estable amb α > 1, {\displaystyle \mu } representa la mitjana de la distribució. Com que β = 0, {\displaystyle \mu } també representa la mediana i el mode de distribució. I com que α < 2, la variància de la distribució de Holtsmark és infinita. Tots els moments superiors de la distribució també són infinits. Igual que altres distribucions estables (a part de la distribució normal), com que la variància és infinita, la dispersió en la distribució es reflecteix pel paràmetre d'escala, c. Un enfocament alternatiu per descriure la dispersió de la distribució és mitjançant moments fraccionaris.

## Funció de densitat de probabilitat
En general, la funció de densitat de probabilitat, f (x ), d'una distribució de probabilitat contínua es pot derivar de la seva funció característica mitjançant:
{\displaystyle f(x)={\frac {1}{2\pi }}\int _{-\infty }^{\infty }\varphi (t)e^{-ixt}\,dt.}